# Nei bassifondi di Los Angeles
Nei bassifondi di Los Angeles (Cry Danger) è un film noir del 1951 diretto da Robert Parrish e interpretato da Rhonda Fleming e Dick Powell. Si tratta della prima pellicola girata dal regista.

## Trama
Rocky Mulloy è detenuto da 5 anni per rapina e per un omicidio che non ha commesso. Inaspettatamente si presenta al tribunale un ex marinaio di nome Delong e dichiara che la sera del delitto il condannato si trovava con lui. Delong in realtà è un opportunista che, inventando un alibi, è intervenuto sperando di ottenere una parte dei 100.000 dollari frutto della rapina, che non sono stati più trovati. Rocky ad ogni modo viene rilasciato, benché la polizia diffidi di lui, e si propone di scoprire chi lo ha incastrato, sperando di liberare anche il suo amico Danny Morgan, ancora in prigione per lo stesso reato. Quando arriva in città, un tenente di polizia lo ammonisce annunciandogli che verrà tenuto sotto sorveglianza 24 ore su 24.
Rocky, sicuro che dietro la rapina ci sia l'allibratore Louis Castro e anche che sia stato lui ad accusarlo ingiustamente, si reca da lui e, minacciandolo con una pistola, pretende 50 mila dollari come risarcimento per i cinque anni trascorsi in prigione. Castro promette di pagare, ma sul momento gli dà 500 dollari da scommettere su una corsa di cavalli. Il giorno successivo Rocky cerca uno degli uomini che aveva deposto contro di lui al processo, ma trova la vedova di lui che gli racconta che suo marito, morto due anni prima, dopo aver testimoniato aveva "ereditato" 5.000 dollari.
Rocky poi va a riscuotere la sua grossa vincita alla corsa di cavalli, ma le banconote provengono dalla rapina e vengono sequestrate dalla polizia prima che lui possa spenderle. Rocky capisce di essere stato nuovamente raggirato e quindi torna da Castro costringendolo a giocare alla roulette russa, con la pistola puntata alla testa: l'allibratore crolla e rivela che metà del denaro della rapina è nascosto in una cassaforte sotto la sua scrivania. Gli spiega inoltre che il suo amico Morgan ha veramente partecipato alla rapina ed è lui il vero colpevole dell'omicidio. Nancy, sua moglie, conosce la verità e offre a Rocky la parte di bottino di suo marito dicendo di amarlo. Rocky ordina a Castro di telefonare alla polizia e dichiarare che farà una confessione completa. Castro invece chiama i suoi complici, ma Rocky non si lascia ingannare e avverte egli stesso la polizia. Va poi a trovare Nancy, che gli propone di scappare con lei e il bottino. Rocky finge di essere d'accordo ma, quando sopraggiunge la polizia, Rocky rifiuta, rivela dove sono nascosti i soldi e si allontana.